# أنطونيو (مغني جامايكي)
أنطونيو (بالإنجليزية: Antonio)‏ هو مغني جامايكي، ولد في 10 أكتوبر 1973 في بورت أنطونيو في جامايكا.